# Laboratoire national de Rocky Flats
Le Laboratoire national de Rocky Flats était la principale installation de production d'armes nucléaires de la Commission de l'énergie atomique des États-Unis ((en) Atomic Energy Commission : AEC). Situé près de Denver dans l'État du Colorado aux États-Unis, il a été opérationnel de 1952 à 1989.
Il était la seule installation qui fabriquait à grande échelle des cœurs d’ogives nucléaires au plutonium.

## Historique
Ce site avait été choisi dans les années 1950 par l'administration américaine pour installer une unité de production d'éléments de bombes H.
En 1957, le site comportait 27 bâtiments industriels. Il a subi la même année un incident avec un feu et une contamination du bâtiment n°71. À la fin des années 1950, la production journalière s’élevait à environ 10 cœurs d’ogive nucléaire en plutonium.
Un autre incendie important s'est produit en 1969 dans un autre bâtiment. En raison des risques de contamination, de nombreuses manifestations de protestation furent organisées par des opposants dans les années 1970.
L'administration décida en 1983 de tracer un périmètre de sécurité autour du site.
Ensuite, plusieurs violations des règles de sûreté se produisirent en 1988 et 1988. Ceci entraîna l'arrêt de la production d'ogives au plutonium et des questionnements de la part du Congrès. Le site fit alors l'objet d'une enquête approfondie de son fonctionnement par le FBI en 1988 avant de reprendre une activité limitée jusqu'à son arrêt en 1989.
Dans les années 1990, la fin de l'Union des républiques socialistes soviétiques rendit obsolète la production massive des armes nucléaires.
En l'an 2000, le Congrès américain a proposé de transformer le terrain de 25 km² de Rocky Flats en un refuge pour la vie sauvage. Après le nettoyage du site et la fermeture du laboratoire, il permettrait l'accès du public au site.